# ثيو دوبويس
ثيو دوبويس هو مجدف ومهندس معماري بلجيكي، ولد في 19 مايو 1911 في بروكسل في بلجيكا، وتوفي في 10 يونيو 2011.